# National Distance Running Hall of Fame
Le National Distance Running Hall of Fame a été créé, aux États-Unis le 11 juillet 1998 pour honorer ceux qui ont contribué en sport à la course de fond. Beaucoup de ceux qui ont été intronisés ont remporté un succès en tant que coureurs, mais certains membres sont reconnus pour leur capacité à apporter la renommée et la reconnaissance à la course à pied. Beaucoup d'individus intronisés dans ce prestigieux Hall of Fame, sont extrêmement influents en ce qui concerne la reconnaissance et les progrès que la course de fond américaine a subi au fil des ans.
Le National Distance Running Hall of Fame est situé à Utica, New York. À l'intérieur se trouvent des images, des vidéos et d'autres souvenirs qui retracent l'histoire du sport à travers les yeux des coureurs et des spectateurs. La ville d'Utica a été choisie pour accueillir le National Distance Running Hall of Fame car s'y déroule la Boilermaker Road Race (en), l'une des plus grandes courses sur route de 15 km aux États-Unis. La Boilermaker Road Race attire des milliers de coureurs et des milliers de spectateurs à Utica.
L'athlétisme et la course à pied sont des sports qui dépendent fortement des dons. Certaines années sont déficitaires en termes de financement et de dons. Aucune cérémonie d'intronisation n'a eu lieu en 2004, 2007 et 2009.
Avec l'inclusion de Grete Waitz et Priscilla Welch (en), l'adhésion ne se limite plus aux Américains. Les deux athlètes représentaient d'autres pays au niveau international.

## Membres

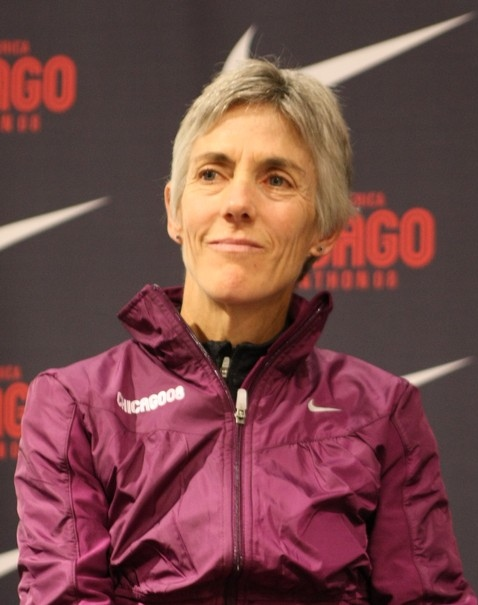
Joan Benoit avant le marathon de Chicago 2008.

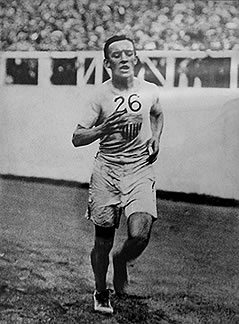
Johnny Hayes aux Jeux olympiques de 1908.

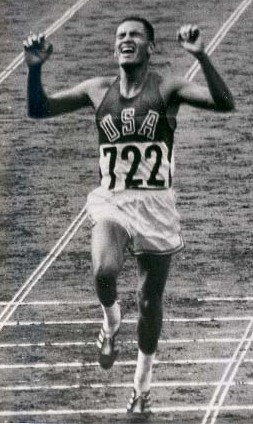
Billy Mills.

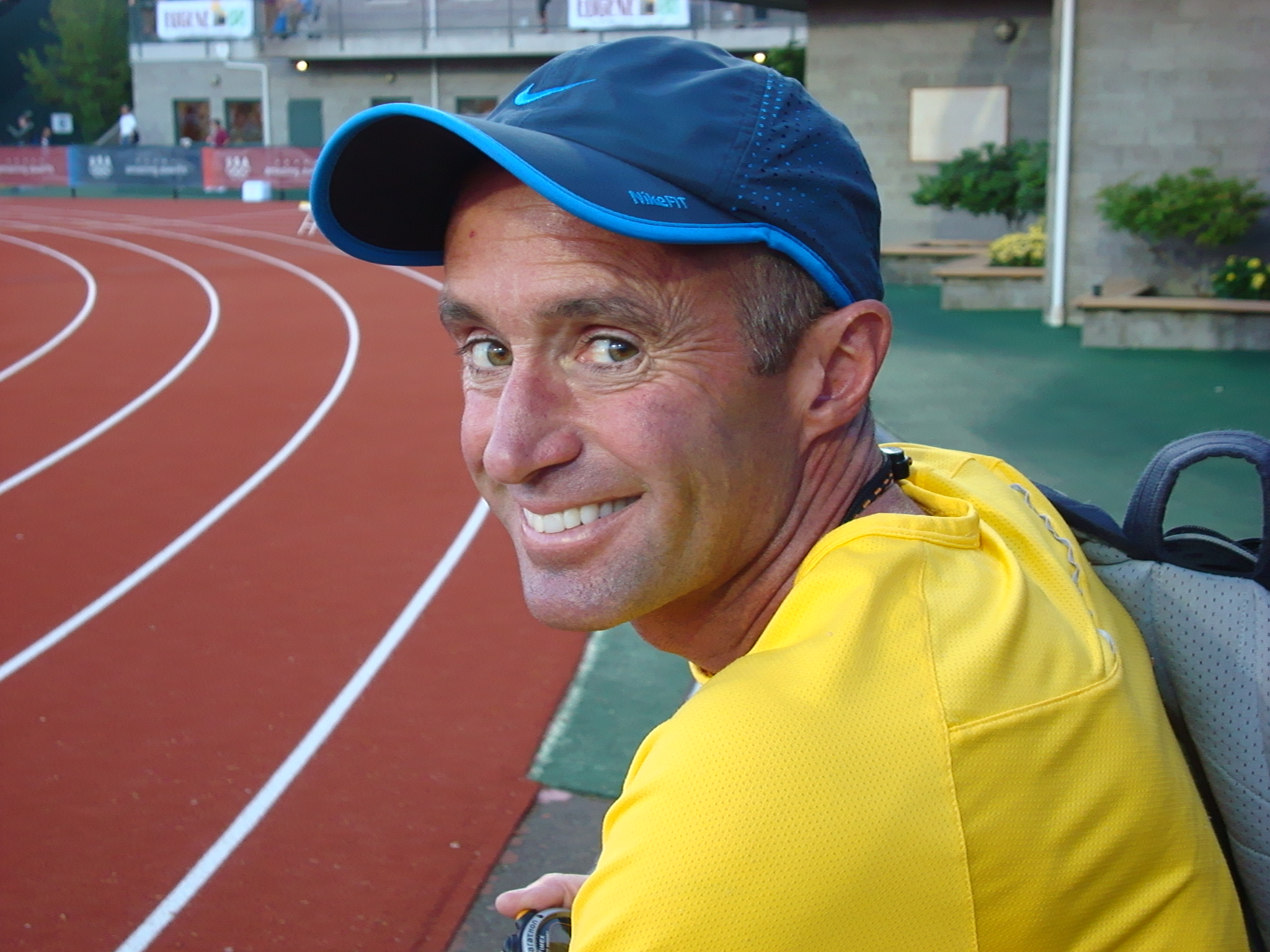
Alberto Salazar.

|   |                                |
| † | note une introduction posthume |

| nom                        | année |
| -------------------------- | ----- |
| Horace Ashenfelter         | 2012  |
| Dick Beardsley (en)        | 2010  |
| Joan Benoit                | 1998  |
| Bill Bowerman†             | 2002  |
| Doris Brown Heritage (en)  | 2002  |
| Amby Burfoot (en)          | 2008  |
| Patti Catalano Dillon (en) | 2006  |
| Ted Corbitt                | 1998  |
| Glenn Cunningham (en)†     | 2012  |
| Mary Decker                | 2003  |
| Bill Dellinger             | 2001  |
| Clarence DeMar†            | 2000  |
| Tom Fleming (en)           | 2014  |
| Miki Gorman (en)           | 2010  |
| Jacqueline Hansen (en)     | 2012  |
| Johnny Hayes†              | 2008  |
| Lynn Jennings              | 2001  |
| Don Kardong (en)           | 2005  |
| Johnny Kelley (en)         | 1999  |
| John J. Kelley             | 2002  |
| Nina Kuscsik               | 1999  |
| Francie Larrieu-Smith      | 1999  |
| Fred Lebow†                | 2001  |
| Gerry Lindgren (en)        | 2006  |
| Marty Liquori              | 2006  |
| Kim Merritt (en)           | 2014  |
| Greg Meyer (en)            | 2005  |
| Billy Mills                | 1999  |
| Steve Prefontaine†         | 2000  |
| Bill Rodgers (en)          | 1998  |
| H. Browning Ross (en)†     | 2002  |
| Jim Ryun                   | 2003  |
| Alberto Salazar            | 2000  |
| Bob Schul                  | 2005  |
| Frank Shorter              | 1998  |
| Kathrine Switzer           | 1998  |
| Craig Virgin               | 2001  |
| Grete Waitz                | 2000  |
| Fred Wilt (en)†            | 2010  |
| Priscilla Welch (en)       | 2008  |
| George Young               | 2003  |